# قائمة العمليات الفلسطينية ضد إسرائيل (2023)
هذه قائمةٌ بالعمليّات الفلسطينيّة الملحوظة ضد جيش الاحتلال الإسرائيلي و‌المستوطنات الإسرائيليّة عام 2023. تشملُ هذه العمليّات أبرز الهجَمات بالسكاكين والأسلحة الناريّة والعمليات الفدائيّة وغيرها لكنها لا تشملُ الرشقات والهجمات الصاروخيّة.
| التاريخ        | المكان                                                      | الخسائر البشريّة                                                 | معلومات إضافيّة |
| -------------- | ----------------------------------------------------------- | --------------------------------------------------------------- | --- |
| 27 يناير 2023  | النبي يعقوب، القدس الشرقية                                  | مقتل 7 مستوطنين إسرائيليين وإصابة آخرين                         | حصلَ هجوم كنيس القدس في أواخر يناير حينما هاجمَ الشابُ الفلسطيني خيري علقم كنيسًا يهوديًا في مستوطنة النبي يعقوب في القدس الشرقية، ما أسفرَ عن مقتل ثمانية إسرائيليين إلى جانب مقتل المنفّذ وإصابة آخرين. جاءَ الهجوم بعد يومٍ واحدٍ فقط من مقتل 10 فلسطينيين في مدينة جنين أثناء اقتحام جيش الاحتلال الإسرائيلي للمدينة ومخيّمها. |
| 28 يناير 2023  | حي سلوان، القدس الشرقية                                     | إصابة مستوطنين اثنين إصابات خطيرة.                              | وقعت العملية في حي سلوان عند الساعة 10:42 صباحًا، حين وصل المنفذ البالغ من العمر 13 عامًا فقط، وأطلقَ الرصاص من مسدس باتجاه مجموعة من المستوطنين مما أدى إلى إصابة اثنين منهم إصابة خطرة، وأحدهما فقد الوعي. أحدُ المصابين في العملية هو ضابط في الوحدات القتالية في جيش الاحتلال الإسرائيلي. |
| 10 فبراير 2023 | حي راموت، القدس الشرقية                                     | مقتل 3 مستوطنين إسرائيليين وإصابة 5 آخرين.                      | قادَ المنفذ سيارة زرقاء اللون وقام بدهس عددٍ من المشاة في محطّةٍ للحافلات في حي راموت بالقدس. أسفرت العملية عن مقتل 3 مستوطنين وإصابة 5 آخرين بينهم 3 حالات وُصفت حالتهم بالخطيرة جدًا. منفذ العملية هو حسين خالد قراقع (30 سنة) وينحدرُ من العيسوية جنوب القدس المحتلَّة، متزوج وأب لولد وبنت وقد اغتيلَ في وقتٍ لاحقٍ بعدّ الهجوم. |
| 13 فبراير 2023 | حاجز شعفاط، القدس                                           | مقتل جندي إسرائيلي                                              | في مساء يوم الاثنين 13 فبراير 2023 ، حوالي الساعة 6:15 مساءً ، وصلت حافلة إلى حاجز شعفاط . صعد جندي من الوحدة الخاصة وحارس أمن إلى الحافلة لتفتيش ركابها، حيثُ قام الفتى محمد باسل فتحي الزلباني (13 عاما) بطعن جندي مما أدى إلى مقتل الجندي. |
| 26 فبراير 2023 | حوارة، محافظة نابلس                                         | مقتل مستوطنين اثنين وجرحِ آخرين                                  | أسفرت العمليّة الهجوميّة التي نفذها شابٌ فلسطيني يوم السادس والعشرين من فبراير في مدينة حوارة في مقتلِ مستوطنين إسرائيليين اثنين وإصابة آخرين حينما فتحَ المنفذ النار عليهم من سلاحه الشخصي. جاءت هذه العمليّة ردًّا على عمليّات الاغتيال الكثيرة التي طالت عشرات النشطاء الفلسطينيين، وأعقبها هجومٌ قاده مستوطنون على البلدة حيثُ أضرموا النيران في ممتلكات الفلسطينيين وخربوها بدعمٍ وحمايةٍ من الجيش الإسرائيلي رغمَ نفيه قادته في وقتٍ لاحقٍ تسهيل أعمال العنف التي طالت البلدة الفلسطينيّة والتحريض عليها. |
| 27 فبراير 2023 | تقاطع بيت عربة، أريحا                                       | مقتل مستوطن إسرائيلي                                            | وقع الهجوم عند تقاطع بيت عربة بالقرب من أريحا في طريق البحر الميت، وقتل فيه إسرائيلي يحمل الجنسية الأمريكية يبلغ من العمر 27 عاما. |
| 9 مارس 2023    | شارع ديزنغوف، تل أبيب                                       | مقتل مستوطن إسرائيلي وإصابة ثلاث مستوطنون أخرين                 | مسلح فلسطيني وهو معتز الخواجا قام بإطلق النار على إسرائيليين قرب مقهى في شارع ديزنغوف بتل أبيب وقتل مستوطن وأصاب 3 منهم بجراح خطيرة. |
| 13 مارس 2023   | تفجير مفترق مجدو، بالقرب من العفولة                         | إصابة إسرائيلي بجروح خطيرة                                      | تم تفجير عبوة ناسفة جانبية على جانب الطريق عند المفترق، وأدى انفجارها إلى إصابة شخص بجروح خطيرة، وقام الجيش الإسرائيلي بإغتيال المنفذ والذي تبين فيما بعد بأنه لبناني قام بالدخول عبر إختراق الحدود. |
| 19 مارس 2023   | حوارة، محافظة نابلس                                         | إصابة إسرائيلي بجروح خطيرة                                      | أصاب الفلسطيني ليث نصَّار يوم الأحد الموافق 19 مارس 2023 مستوطناً بجروح خطيرة، حيث أطلق المنفذ النار من مسافة صفر تجاه مركبة المستوطن، وأصابه بشكل مباشر في رأسه والمناطق العلوية من جسده، بينما أصيبت زوجته التي كانت برفقته بحالة من الهلع. |
| 7 إبريل 2023   | مفرق الحمرا (فلسطين)ماهاني يهودا                            | مقتل ثلاث مستوطِنات                                              | قتلت ثلاث مستوطِنات، في عملية إطلاق نار استهدفت مركبة قرب مستوطنة "حمرا"، في منطقة الأغوار، شمال شرق الضفة الغربية المحتلة، ونفذا العملية معاذ المصري وحسن قطناني. |
| 7 إبريل 2023   | عملية الدهس في تل أبيب                                      | مقتل مستوطن إسرائيلي وإصابة 5 آخرين منهم بحالة حرجة             | قام "يوسف أحمد أبو جابر" بتنفيذ عملية في ليلة السبت 7 أبريل 2023، حوالي الساعة 9:50 مساءً وقام بتنفيذها في وسط تل أبيب في منطقة تشارلز كلور بارك. |
| 24 إبريل 2023  | سوق ماهاني يهودا، القدس                                     | إصابة إسرائيلي بجروح خطيرة وإصابة 4 آخرين منهم بجراح متفاوتة    | عشية يوم الذكرى (إسرائيل)، وقعت عملية دهس في سوق ماهاني يهودا في القدس. |
| 30 مايو 2023   | مستوطنة حرميش بالضفة الغربية                                | مقتل مستوطن إسرائيلي                                            | أسفرت عملية طولكرم بتاريخ 30 مايو 2023 عن مقُتل إسرائيلي بعد هجوم "إطلاق نار" بالقرب من مستوطنة حرميش الموجودة شمال طولكرم في شمال غرب الضفة الغربية المحتلة. وأعلنت مجموعة الرد السريع بكتيبة طولكرم مسؤوليتها عن الهجوم. وذكرت أن مقاتليها انسحبوا من المكان، وأن العملية جاءت ثأرًا للشهداء. |
| 13 يونيو 2023  | مستوطنة ميفو دوتان                                          | إصابة إسرائيلي بجروح متوسطة وإصابة 4 جنود آخرين                 | إصابة إسرائيلي بجروح متوسطة وإصابة 4 جنود آخرين في هجوم إطلاق نار من سيارة مسرعة عند تقاطع إبس بالقرب من ميفو دوتان |
| 20 يونيو 2023  | مستوطنة "عيلي" بين مدينتي نابلس ورام الله بالضفة الغربية    | مقتل 4 مستوطنين وجرحِ 4 آخرين بجروح متفاوتة الخطورة              | هو هجومٌ نفذه مهند شحادة وخالد صباح من قرية عوريف يوم العشرين من حزيران/يونيو 2023 في مستوطنة عيلي ردًا على اغتيال الجيش الإسرائيلي لستّ شباب فلسطينيين في مدينة جنين قبل الهجومِ بيوم واحد. هاجمَ الفلسطينيان مجموعة من المستوطنين في محطة محروقات قرب المستوطنة الواقعة على طريق نابلس – رام الله حيثُ أطلقا النيران عليهما ما تسبَّب بمقتل 4 مستوطنين وجرحِ 4 آخرين بجروح متفاوتة الخطورة. |
| 5 يوليو 2023   | تل أبيب                                                     | اصيب 8 اسرائيليين بجروح متفاوتة الخطورة                         | هو هجومٌ نفذه عبد الوهاب خلايله من بلدة السموع، حيثُ اصيب 8 اسرائيليين بجروح، بينها إصابات في عملية دهس وإطلاق نار وقعت في حي نيوت أفكا في تل ابيب. |
| 6 يوليو 2023   | كدوميم، شمال الضفة الغربية.                                 | مقتل جندي إسرائيلي يعمل في وحدة غيفعاتي وجرحِ مستوطن بجروح خطيرة | هو هجومٌ نفذه أحمد ياسين غيطان من قرية قبيا، حيثُ قتل جندي إسرائيلي يعمل في وحدة وحدة غيفعاتي وأصيب آخر إصابة خطيرة، في عملية إطلاق نار نفذت شمالي الضفة الغربية المحتلة. |
| 1 أغسطس 2023   | معاليه أدوميم، مستوطنة إسرائيلية بالضفة الغربية.            | إصابة 6 إسرائيليين من بينهم اثنان بحالة خطيرة.                  | هو هجومٌ نفذه الشاب مهند المزارعة (20 عاما)، حيثُ قام بإطلاق نار خارج مجمع تجاري بمستوطنة "معاليه أدوميم" شرق مدينة القدس المحتلة. |
| 5 أغسطس 2023   | تل أبيب، شارع مونتيفيوري.                                   | مقتل شرطي إسرائيلي وجرحِ 2 آخرين                                 | هو هجومٌ نفذه الشاب كامل محمود أبو بكر (22 عامًا) من بلدة رمانة غرب جنين، في عمليّة إطلاق نار نفذها بمنطقة "نحلات بنيامين" بتل أبيب. |
| 19 أغسطس 2023  | حوارة (نابلس)، الشارع الرئيسي.                              | مقتل مستوطنين أثنين                                             | هو هجومٌ مسلّحٌ وقعَ في التاسع عشر من آب/أغسطس 2023 ببلدة حوارة الفلسطينية. |
| 21 أغسطس 2023  | الخليل، المدخل الجنوبي.                                     | مقتل مستوطنة وإصابة آخر بجراح خطيرة.                            | هو هجومٌ مسلّحٌ وقعَ في الحادي والعشرون من آب/أغسطس 2023 في مدينة الخليل الفلسطينية، حيثُ وقع الهجوم على المدخل الجنوبي لمدينة الخليل المسمى بـ (سدة الفحص) |
| 31 أغسطس 2023  | موديعين-مكابيم-ريعوت، مستوطنة إسرائيلية بالقرب من رام الله. | مقتل جنديّ إسرائيلي وإصابة 5 آخرين.                              | هي عملية دهس وقعت في الحادي والثلاثون من آب/أغسطس 2023 في مدينة رام الله الفلسطينية، حيثُ وقع الهجوم على حاجز موديعين-مكابيم-ريعوت العسكري الواقع بالقرب من قرية بيت سيرا الفلسطينية. ومنفذ الهجوم هو داوود فايز. |

## خارطة العمليات
الرُّبع الأول
بدأَ العامُ الجديد على وقعِ اقتحامات كثيرة ومتكرّرة نفذتها أغلبُ الأجهزة التي تتبعُ الجيش الإسرائيلي للبلدات والقرى الفلسطينيّة في الضفّة الغربية، ومع هذه الاقتحامات اندلعت اشتباكاتٌ متقطّعة ومتفرقة لكنها تسبَّبت في سقوطِ الكثير من الضحايا، حيثُ قتلَ جيشُ الاحتلال الإسرائيلي حتى الخامس والعشرين من كانون الثاني/يناير ما مجموعهُ 25 فلسطينيًا أغلبهم مدنيين فضلًا عن مئات الجرحى والمُصابين. زادت حدّة التوتر حينما أقْدمَ الجيشُ الإسرائيلي بدعمٍ من الشاباك وأجهزة أخرى على اقتحامِ مخيم جنين في السادس والعشرين من يناير، واغتالَ 10 فلسطينيين أكثر من نصفهم مدنيين في عمليّة وُصفت من قِبل وسائل إعلام فلسطينيّة وعربيّة بـ «المجزرة». جاءَ الردُّ الفلسطيني بعد يومٍ واحدٍ فقط من مجزرة جنين، حينما أقدَم الشابُ الفلسطيني خيري علقم على تنفيذِ عمليّة هجوميّة في مستوطنة النبي يعقوب ما تسبَّبَ في مقتل 7 مستوطنين إسرائيليين وجُرح آخرين، وقد عُدَّ هذا الهجوم من قِبل متابعين للشأنِ الفلسطيني/الإسرائيلي بأنّه من بينِ الأعنف منذُ مدة بالنظرِ لعدد الضحايا.